# Gobierno de Portugal
El Gobierno de Portugal es uno de los cuatro órganos de la soberanía de la República Portuguesa. También es el órgano que lleva a cabo la política en general en el país y el órgano superior en la administración pública. Es llamado Constitucional, ya que está definido en la constitución portuguesa.
El Gobierno guía sus acciones a partir de un programa gubernamental que pone en práctica el presupuesto del gobierno que se presenta a la Asamblea de la República cada año; en las leyes que propone, en los decretos que dicte en el Consejo de Ministros portugués y en las decisiones tomadas por sus miembros.
No hay garantías jurídicas de que el gobierno se atendrá a su programa de gobierno; pero si no lo hace, sus acciones serán juzgadas por los ciudadanos en las próximas elecciones.
El gobierno también puede ser cuestionada por los tres órganos de la soberanía: el presidente , la Asamblea de la República y los tribunales. El Presidente puede vetar los decretos gubernamentales; un proyecto de ley podría no ser aprobado en la Asamblea de la República, donde una moción de censura en su contra podría ser aprobada.

## Funciones
El gobierno tiene funciones políticas, legislativas y administrativas. Estas incluyen, entre otras cosas, el poder de negociar con otros países u organizaciones internacionales, presentar proyectos de ley a la Asamblea de la República, emitir decretos y tomar decisiones administrativas.

## Formación
Después de las elecciones para la Asamblea de la República o de la renuncia del anterior gobierno, el presidente escucha a las partes en la Asamblea de la República e invita a alguien para formar un gobierno. El primer ministro elige a las personas que él o ella considere oportuno. A continuación, el presidente hace jurar el cargo al primer ministro y el gobierno.

## Ministerios
Los ministerios son los principales departamentos del gobierno; cada uno de estos dirigido por un ministro. El Gobierno también incluye un departamento central, llamado "Presidência do Conselho de Ministros" (Presidencia del Consejo de Ministros), con una organización similar a la de un ministerio, pero que puede incluir más de un ministro.
El vigésimo primer gobierno constitucional de Portugal, en el cargo entre el año 2015 a 2019, difiere de los anteriores ya que su organización no define la existencia de ministerios. En cambio, cada ministro dirige un área de gobierno, que puede no estar estructurada como un ministerio y solo corresponde a un conjunto de organismos públicos tutelados. Con esta estructura orgánica, algunas secretarías generales y otros organismos de apoyo ministerial ya no están dedicados a un solo ministerio y se hallan trabajando transversalmente en dos o más áreas gubernamentales.
- Presidencia del Consejo de Ministros de Portugal
- Ministerio de Relaciones Exteriores
- Ministerio de Presidencia y Modernización Administrativa
- Ministerio de Finanzas
- Ministerio de Defensa Nacional
- Ministerio del Interior
- Ministerio de Justicia
- Viceministro
- Ministerio de Cultura
- Ministerio de la Ciencia, Tecnología y Enseñanza Superior
- Ministerio de Educación
- Ministerio de Trabajo, Solidaridad y Seguridad Social
- Ministerio de Salud
- Ministerio de Planificación e Infraestructura
- Ministerio de Economía
- Ministerio de Medio Ambiente y Transición Energética
- Ministerio de Agricultura, Silvicultura y Desarrollo Rural
- Ministerio del Mar

## Lista de gobiernos de la Tercera República
| Gobiernos                 | Período       | Primer ministro                               | Primer ministro |
| ------------------------- | ------------- | --------------------------------------------- | --------------- |
| Primer gobierno           | 1976 – 78     | Mário Soares                                  |                 |
| Segundo gobierno          | 1978          | Mário Soares                                  |                 |
| Tercer gobierno           | 1978          | Alfredo Nobre da Costa                        |                 |
| Cuarto gobierno           | 1978 – 79     | Carlos Alberto Mota Pinto                     |                 |
| Quinto gobierno           | 1979 – 80     | Maria Lourdes Pintasilgo                      |                 |
| Sexto Gobierno            | 1980 – 81     | Francisco Sá Carneiro/Diogo Freitas do Amaral |                 |
| Sexto Gobierno            | 1980 – 81     | Francisco Sá Carneiro/Diogo Freitas do Amaral |                 |
| Séptimo gobierno          | 1981          | Francisco Pinto Balsemão                      |                 |
| Octavo gobierno           | 1981 – 83     | Francisco Pinto Balsemão                      |                 |
| Noveno gobierno           | 1983 – 85     | Mário Soares                                  |                 |
| Décimo gobierno           | 1985 – 87     | Aníbal Cavaco Silva                           | semmoldura      |
| Decimoprimer gobierno     | 1987 – 91     | Aníbal Cavaco Silva                           | semmoldura      |
| Décimo segundo gobierno   | 1991 – 95     | Aníbal Cavaco Silva                           | semmoldura      |
| Decimotercer gobierno     | 1995 – 99     | António Guterres                              | semmoldura      |
| Décimo cuarto gobierno    | 1999 – 2002   | António Guterres                              | semmoldura      |
| Décimo quinto gobierno    | 2002 – 04     | José Manuel Durão Barroso                     | semmoldura      |
| Décimo sexto gobierno     | 2004 – 05     | Pedro Santana Lopes                           | semmoldura      |
| Décimo séptimo gobierno   | 2005 – 09     | José Sócrates                                 | semmoldura      |
| Décimo octavo gobierno    | 2009 – 11     | José Sócrates                                 | semmoldura      |
| Décimo noveno gobierno    | 2011 – 2015   | Pedro Passos Coelho                           | semmoldura      |
| Vigésimo gobierno         | 2015          | Pedro Passos Coelho                           | semmoldura      |
| Vigésimo primer gobierno  | 2015 – 2019   | António Costa                                 | semmoldura      |
| Vigésimo segundo gobierno | 2019-2022     | António Costa                                 | semmoldura      |
| Vigésimo tercer gobierno  | 2022-2024     | António Costa                                 | semmoldura      |
| Vigésimo cuarto gobierno  | 2024-presente | Luís Montenegro                               |                 |

- Datos: Q740205
- Multimedia: Government of Portugal / Q740205